# Salcedo (Ilocos Sur)
Salcedo è una municipalità di quarta classe delle Filippine, situata nella provincia di Ilocos Sur, nella regione di Ilocos.
Salcedo è formata da 21 baranggay:
- Atabay
- Balidbid
- Baluarte
- Baybayading
- Boguibog
- Bulala-Leguey
- Calangcuasan
- Culiong
- Dinaratan
- Kaliwakiw
- Kinmarin
- Lucbuban
- Madarang
- Maligcong
- Pias
- Poblacion Norte
- Poblacion Sur
- San Gaspar
- San Tiburcio
- Sorioan
- Ubbog